# Porphyrinia purinula
Porphyrinia purinula är en fjärilsart som beskrevs av Turati 1934. Porphyrinia purinula ingår i släktet Porphyrinia och familjen nattflyn. Inga underarter finns listade i Catalogue of Life.